# ليك كونتري (كولومبيا البريطانية)
ليك كونتري (بالإنجليزية: Lake Country)‏ هي مدينة كندية تقع في مقاطعة كولومبيا البريطانية. تبلغ مساحة هذه المدينة 122.1582 (كم²)، ويبلغ عدد سكانها 9606 نسمة حسب إحصاء سنة 2006 م، بينما كان يسكنها 9267 نسمة في سنة 2001 م. تحتل هذه المدينة المرتبة رقم 396 بين مدن كندا حسب عدد السكان والمرتبة رقم 56 في المقاطعة. نما عدد السكان في هذه المدينة بنسبة (3.7) بين العامين المذكورين.

## معرض صور

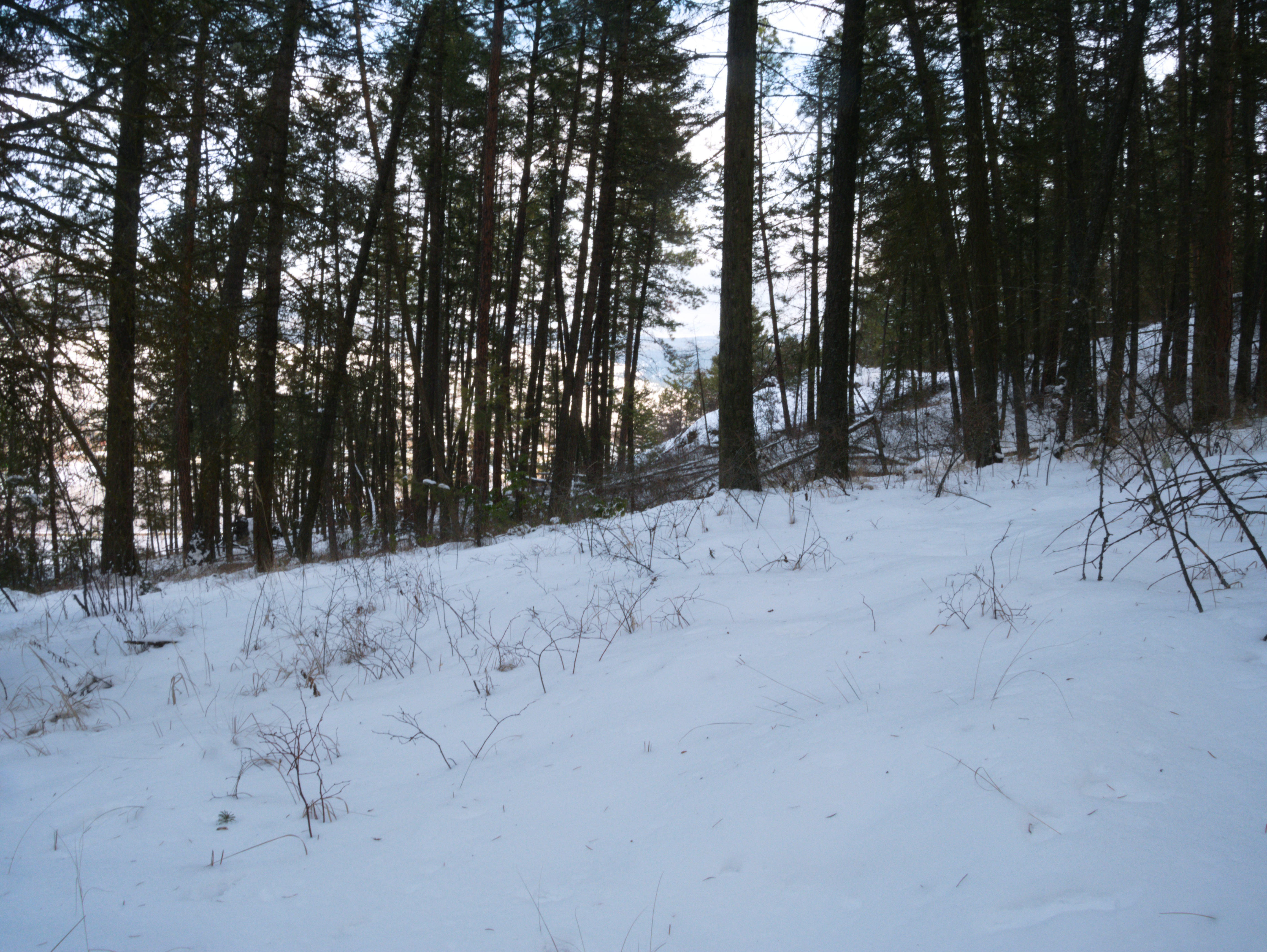
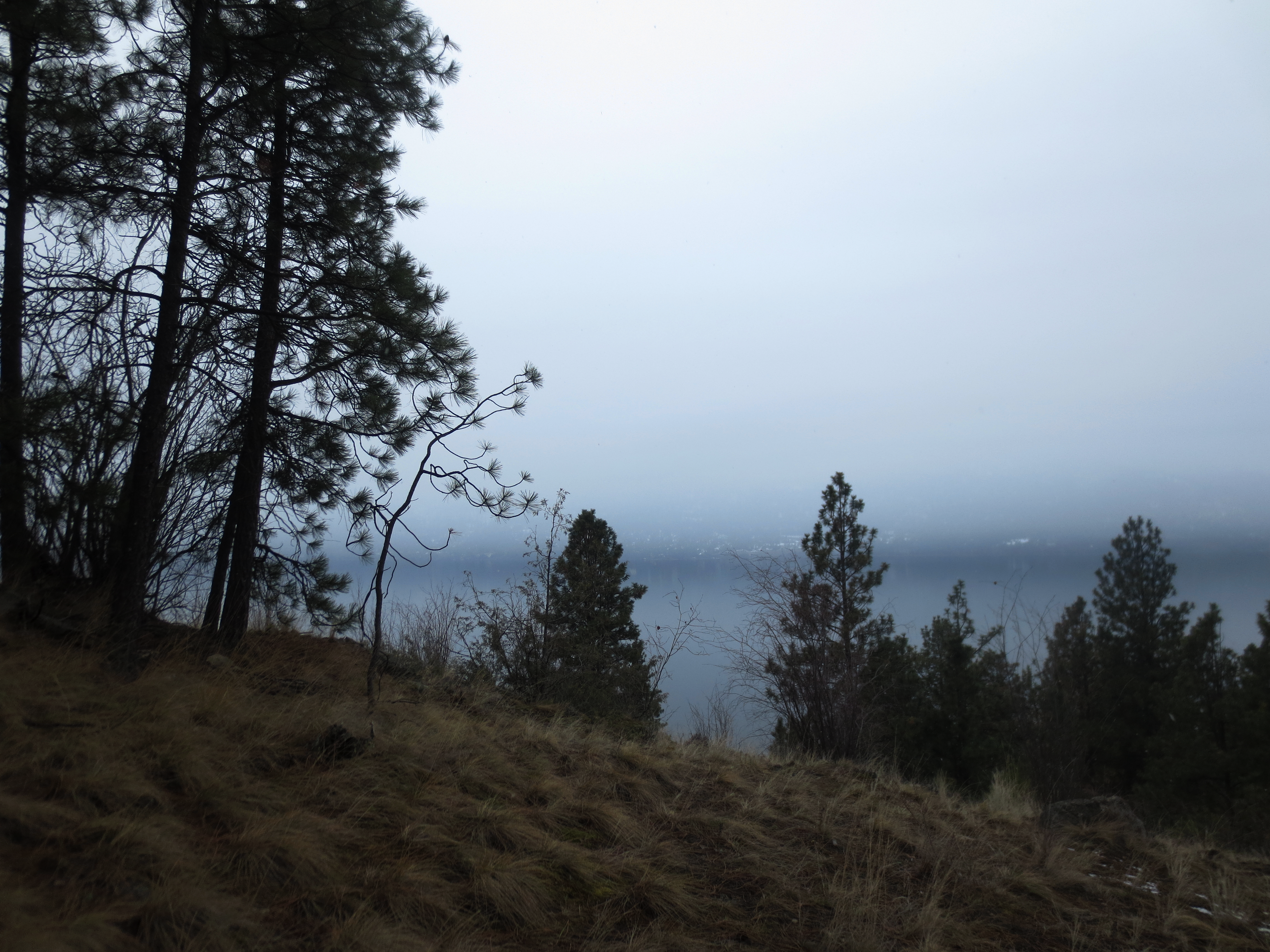
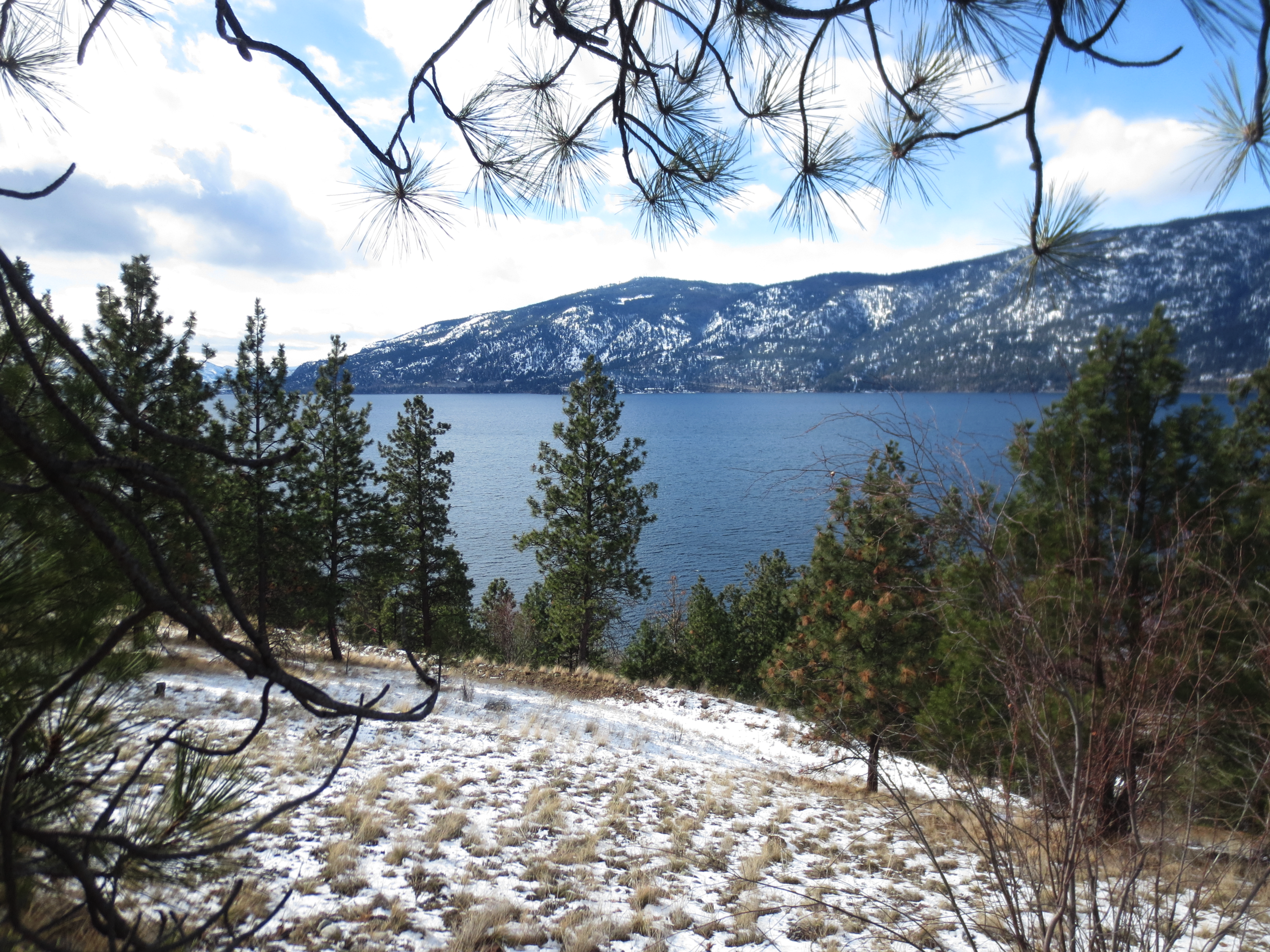
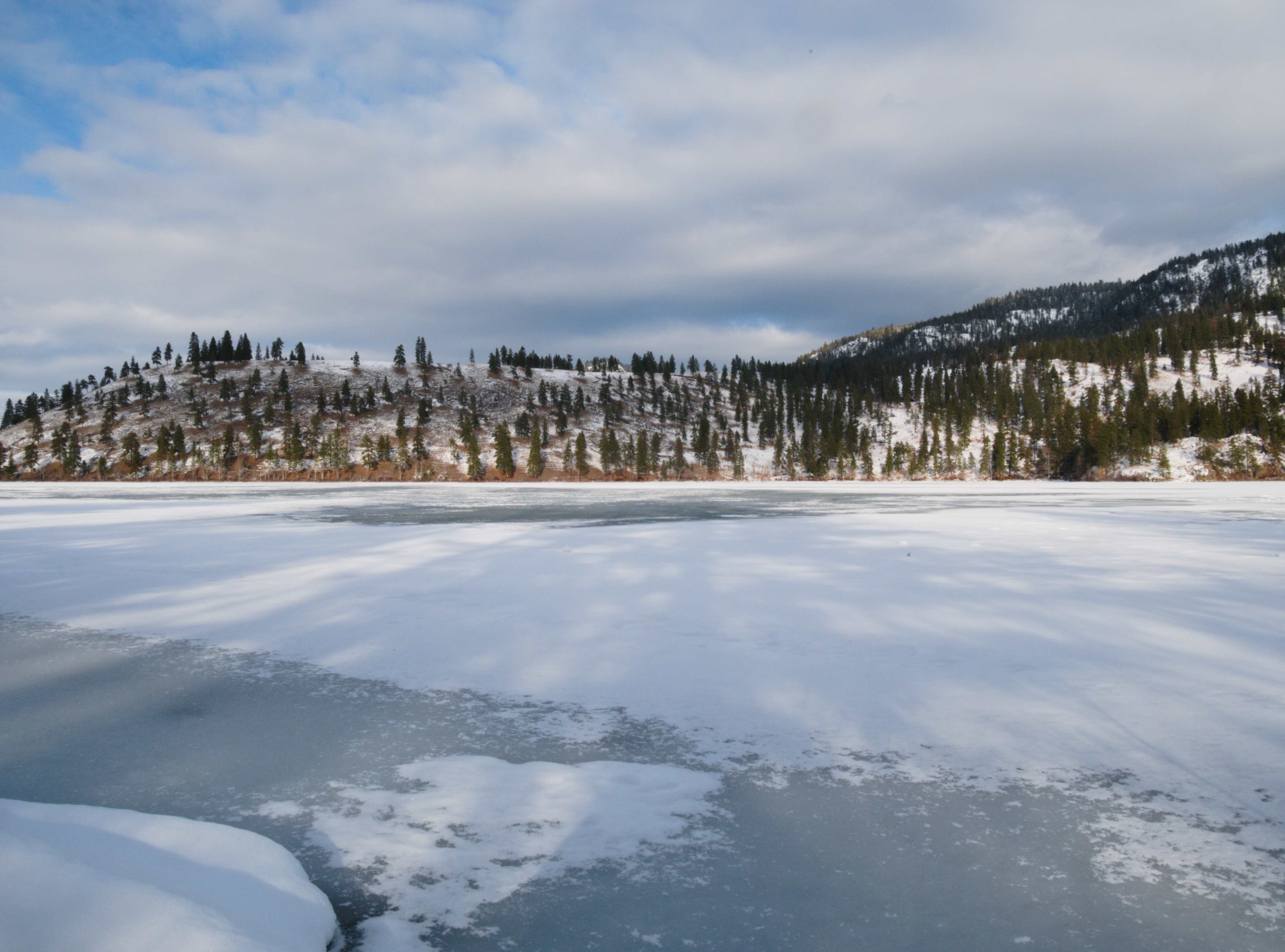

## وصلات خارجية
- الأطلس الحكومي لكندا
- إحصاءات كندا مع ساعة تعداد السكان